# ديوي مكدونالد
ديوي مكدونالد (بالإنجليزية: Dewey McDonald) هو لاعب كرة قدم أمريكية أمريكي، ولد في 10 يونيو 1990 في رانسون في الولايات المتحدة.

## وصلات خارجية
- ديوي مكدونالد على موقع مرجع كرة القدم المحترفة.كوم (الإنجليزية)